# Tovaria diffusa
Tovaria diffusa är en tvåhjärtbladig växtart som först beskrevs av James Macfadyen, och fick sitt nu gällande namn av William Fawcett och Alfred Barton Rendle. Tovaria diffusa ingår i släktet Tovaria och familjen Tovariaceae.
Artens utbredningsområde är Jamaica. Inga underarter finns listade i Catalogue of Life.